# کلارا موریس
کلارا موریس (انگلیسی: Clara Morris; ۱۷ مارس ۱۸۴۹ – ۲۰ نوامبر ۱۹۲۵) هنرپیشه اهل ایالات متحده آمریکا بود. او متولد تورنتو انتاریو کانادا است. نام واقعی کلارا، موریسون بود. او در کلیولند، اوهایو برای باله در آکادمی موسیقی به مدیریت جان ا. اللسر عضو شده بود، و پس از آن او یک بازیگر برجسته شد.